# Millidgea convoluta
Millidgea convoluta là một loài nhện trong họ Linyphiidae.
Loài này thuộc chi Millidgea. Millidgea convoluta được George Hazelwood Locket miêu tả năm 1968.